# Pentathlon moderne aux Jeux olympiques d'été de 1936
Navigation
Los Angeles 1932 Londres 1948

## Tableau des médailles pour le Pentathlon moderne
| Rang | Pays       | Médaille d'or | Médaille d'argent | Médaille de bronze | Total |
| ---- | ---------- | ------------- | ----------------- | ------------------ | ----- |
| 1    | Allemagne  | 1             | 0                 | 0                  | 1     |
| 2    | États-Unis | 0             | 1                 | 0                  | 1     |
| 3    | Italie     | 0             | 0                 | 1                  | 1     |

## Individuel homme
| Médaille | Noms              | Pays       | Points |
| -------- | ----------------- | ---------- | ------ |
| or       | Gotthard Handrick | Allemagne  | 31,5   |
| argent   | Charles Leonard   | États-Unis | 39,5   |
| bronze   | Silvano Abba      | Italie     | 45,5   |